# 997

## Събития
- Самуил (997 – 1014) става цар на България след смъртта на Роман в катакомбите на Цариград.

## Починали
- Роман, цар на България.
- 1 февруари – Геза Унгарски, унгарски владетел